# Horst Busch
Horst Busch (* 19. Januar 1965 in Walldürn) ist ein Brigadegeneral des Heeres der Bundeswehr und seit September 2024 Kommandeur des Landeskommandos Berlin.

## Leben

### Ausbildung und erste Verwendungen
Busch trat 1985 beim Panzergrenadierbataillon 142 in Neustadt (Hessen) in die Bundeswehr ein und absolvierte bis 1988 die Offizierausbildung zum Offizier des Truppendienstes. Von 1988 bis 1992 studierte er Staats- und Sozialwissenschaften an der Universität der Bundeswehr München in Neubiberg bei München. Anschließend wurde er Zugführer im in Auflösung befindlichen Jägerbataillon 552 in Böblingen. Ab 1993 diente er als Fernmeldeoffizier im Panzergrenadierbataillon 292 in Immendingen. Das Bataillon wurde umbenannt und verlegt, sodass er 1994 Kompaniechef der 3. Kompanie des Jägerbataillons 292 in Donaueschingen wurde.

### Dienst als Stabsoffizier
Von 1998 bis 2000 absolvierte Busch den 41. Generalstabslehrgang Heer an der Führungsakademie der Bundeswehr in Hamburg, wo er zum Offizier im Generalstabsdienst ausgebildet wurde. Anschließend durchlief er von 2001 bis 2002 ebenfalls die Französische Generalstabsausbildung, den Cours supérieur d'état-major, am Collège interarmées de Défense in Paris. Danach wurde er Stabsoffizier G2 Plans in der Abteilung für Militärisches Nachrichtenwesen im Stab des Eurokorps in Straßburg. Im Zeitraum 2004 bis 2006 kehrte er ins Jägerbataillon 292 in Donaueschingen zurück, um eine Verwendung als Bataillonskommandeur zu durchlaufen. Im Folgenden wechselte er als Referent ins Referat III 1 (Militärpolitische Grundlagen und bilaterale Beziehungen) in den Führungsstab der Streitkräfte im Bundesministerium der Verteidigung in Berlin und wurde 2008 Referent beim Parlamentarischen Staatssekretär, Christian Schmidt. Anschließend wurde er 2010 Chef des Stabes der Deutsch-Französischen Brigade in Müllheim im Markgräflerland, bevor er von 2012 bis 2013 einen Lehrgang am United States Army War College in Carlisle in Pennsylvania in den Vereinigten Staaten absolvierte. Zurück in Deutschland, wurde er Unterabteilungsleiter I 3 (Kontingentplanung) im Kommando Heer in Strausberg bei Berlin und übernahm 2014 den Posten als Heeresattaché an der Deutsche Botschaft Washington. 2017 folgte eine Verwendung als Chef des Stabes des Kommandos Territoriale Aufgaben der Bundeswehr in Berlin und war von 2021 bis 2022, Chef des Stabes des Corona-Krisenstabes im Bundeskanzleramt in Berlin, der vom späteren Generalinspekteur der Bundeswehr, Carsten Breuer, geführt wurde. 2022 folgte eine weitere Verwendung im Bundesministerium der Verteidigung als Referatsleiter des Militärattaché-Referats, anfangs unter der Bezeichnung SE (Strategie und Einsatz) I 4 und nach Umorganisation des Ministeriums MEO (Militärstrategie, Einsatz und Operationen) I 4.

### Dienst als General
Im September 2024 übernahm Busch die Führung über das Landeskommando Berlin in der Julius-Leber-Kaserne und wurde zum Brigadegeneral ernannt.

### Auslandseinsätze
Busch nahm an drei Auslandseinsätzen der Bundeswehr teil:
- 1997: Kompaniechef 5. Kompanie/Einsatzbataillon, SFOR, Rajlovac, Bosnien und Herzegowina
- 2004/2005: Kommandeur Gepanzerter Einsatzverband, ISAF, Kabul, Afghanistan
- 2011/2012: Senior Mentor Operational Mentoring and Liaison Team 3. Brigade des 209. Korps der Afghanischen Nationalarmee, Masar-e Scharif, Afghanistan

### Auszeichnungen
- 1995: Ehrenkreuz der Bundeswehr in Silber
- 1997: Einsatzmedaille der Bundeswehr Bronze SFOR
- 1997: Médaille de la Défense nationale (Frankreich)
- 2004: Einsatzmedaille der Bundeswehr Bronze ISAF
- 2005: Ehrenkreuz der Bundeswehr in Gold
- 2013: Luxemburgische Einsatzmedaille

## Privates
Busch ist verheiratet und hat drei Kinder.